# WTA Tour Championships 2008
De WTA Tour Championships in 2008 werden van 4 tot en met 9 november gehouden in Doha, Qatar. Het was de 38e editie. De titelhoudster in het enkelspel was Justine Henin, maar zij stopte eerder in het seizoen. Het enkelspeltoernooi werd gewonnen door de Amerikaanse Venus Williams die de titel voor de eerste keer won. Het dubbelspel werd gewonnen door de Zimbabwaanse Cara Black en de Amerikaanse Liezel Huber.

## Enkelspel

### Deelneemsters
Opvallend aan de lijst van deelneemsters was dat voor het eerst sinds 2004 Maria Sjarapova niet meedeed. Ze beëindigde het seizoen vroegtijdig. Voor het eerst sinds 2002 deden de beide zusters Williams mee. Zij kwamen in dezelfde groep terecht. Ook beide Servische tennissters Ana Ivanović en Jelena Janković zaten bij elkaar in de poule. Daarnaast werd elke groep opgevuld met twee Russische tennissters.
Reserve voor dit toernooi waren Agnieszka Radwańska en Nadja Petrova. Zij kwamen allebei in de laatste ronde in actie na opgave van Ana Ivanović respectievelijk Serena Williams.

#### Plaatsingslijst
| nr. | speelster            | land             |
| --- | -------------------- | ---------------- |
| 1.  | Jelena Janković      | Servië           |
| 2.  | Dinara Safina        | Rusland          |
| 3.  | Serena Williams      | Verenigde Staten |
| 4.  | Ana Ivanović         | Servië           |
| 5.  | Jelena Dementjeva    | Rusland          |
| 6.  | Svetlana Koeznetsova | Rusland          |
| 7.  | Venus Williams       | Verenigde Staten |
| 8.  | Vera Zvonarjova      | Rusland          |

### Witte groep (dinsdag 4 - vrijdag 7 november)
Aan het eind van de wedstrijd van Ana Ivanović tegen Jelena Janković moest Ivanović behandeld worden. Onduidelijk was waaraan ze geholpen werd. Opvallend is dat ze tijdens haar tweede wedstrijd tegen Vera Zvonarjova opnieuw behandeld moest worden om onduidelijke redenen. Na afloop verklaarde ze dat ze "amper nog kon ademen en het moeilijk had", vanwege een virus. Na haar tweede wedstrijd stapt ze uit het toernooi en wordt vervangen door eerste reserve Agnieszka Radwańska.

#### Uitslagen
| speelster 1          |   | speelster2           | score         |
| Svetlana Koeznetsova | - | Vera Zvonarjova      | 2-6, 3-6      |
| Jelena Janković      | - | Ana Ivanović         | 6-3, 6-4      |
| Ana Ivanović         | - | Vera Zvonarjova      | 3-6, 7-6, 4-6 |
| Jelena Janković      | - | Svetlana Koeznetsova | 7-6, 6-4      |
| Jelena Janković      | - | Vera Zvonarjova      | 6-2, 3-6, 4-6 |
| Svetlana Koeznetsova | - | Agnieszka Radwańska  | 2-6, 5-7      |

#### Klassement
| nr. | speelster            | gespeeld | wedst w/v | sets w/v |
| 1.  | Vera Zvonarjova      | 3        | 3-0       | 6-2      |
| 2.  | Jelena Janković      | 3        | 2-1       | 5-2      |
| 3.  | Agnieszka Radwańska  | 1        | 1-0       | 2-0      |
| 4.  | Ana Ivanović         | 2        | 0-2       | 1-4      |
| 5.  | Svetlana Koeznetsova | 3        | 0-3       | 0-6      |

### Bordeaux groep (dinsdag 4 - vrijdag 7 november)
Na de tweede speelronde stapte Serena Williams uit het toernooi als gevolg van een buikspierblessure. Ze werd vervangen door tweede reserve Nadja Petrova.

#### Uitslagen
| speelster 1       |   | speelster2        | score         |
| Dinara Safina     | - | Venus Williams    | 5-7, 3-6      |
| Jelena Dementjeva | - | Venus Williams    | 4-6, 6-4, 3-6 |
| Dinara Safina     | - | Serena Williams   | 4-6, 1-6      |
| Serena Williams   | - | Venus Williams    | 7-5, 1-6, 0-6 |
| Dinara Safina     | - | Jelena Dementjeva | 2-6, 4-6      |
| Jelena Dementjeva | - | Nadja Petrova     | 6-4, 4-6, 6-4 |

#### Klassement
| nr. | speelster         | gespeeld | wedst w/v | sets w/v |
| 1.  | Venus Williams    | 3        | 3-0       | 6-2      |
| 2.  | Jelena Dementjeva | 3        | 2-1       | 5-3      |
| 3.  | Serena Williams   | 2        | 1-1       | 3-2      |
| 4.  | Nadja Petrova     | 1        | 0-1       | 1-2      |
| 5.  | Dinara Safina     | 3        | 0-3       | 0-6      |

### Eindfase
|  | Halve finale zaterdag 8 november | Halve finale zaterdag 8 november | Halve finale zaterdag 8 november | Halve finale zaterdag 8 november | Halve finale zaterdag 8 november |   |                 | Finale zondag 9 november | Finale zondag 9 november | Finale zondag 9 november | Finale zondag 9 november | Finale zondag 9 november |
|  |                                  |                                  |                                  |                                  |                                  |   |                 |                          |                          |                          |                          |                          |
|  | 1                                | Jelena Janković                  | 2                                | 6                                | 3                                |   |                 |                          |                          |                          |                          |                          |
|  | 7                                | Venus Williams                   | 6                                | 2                                | 6                                |   |                 |                          |                          |                          |                          |                          |
|  | 7                                | Venus Williams                   | 6                                | 2                                | 6                                |   | 7               | Venus Williams           | 6                        | 6                        | 6                        |                          |
|  |                                  |                                  |                                  |                                  |                                  |   | 7               | Venus Williams           | 6                        | 6                        | 6                        |                          |
|  |                                  | 8                                | Vera Zvonarjova                  | 7                                | 0                                | 2 |                 |                          |                          |                          |                          |                          |
|  | 8                                | 8                                | Vera Zvonarjova                  | 7                                | 0                                | 2 | Vera Zvonarjova | 7                        | 3                        | 6                        |                          |                          |
|  | 8                                |                                  |                                  |                                  |                                  |   | Vera Zvonarjova | 7                        | 3                        | 6                        |                          |                          |
|  | 5                                | Jelena Dementjeva                | 6                                | 6                                | 3                                |   |                 |                          |                          |                          |                          |                          |

## Dubbelspel
Aan het dubbelspel deden vier teams mee, met tussen haakjes hun puntenaantal over het seizoen:
1. Cara Black /  Liezel Huber (6158)
2. Anabel Medina Garrigues /  Virginia Ruano Pascual (2809)
3. Květa Peschke /  Rennae Stubbs (2614)
4. Ai Sugiyama /  Katarina Srebotnik (2542)

De titel werd gewonnen door Cara Black en Liezel Huber. Zij versloegen in de finale Květa Peschke en Rennae Stubbs met 6–1, 7–5.